# 해운대구 갑
해운대구 갑은 대한민국의 국회의원 선거구이다. 부산광역시 해운대구의 일부 지역을 관할한다. 현 지역구 국회의원은 국민의힘의 주진우이다.

## 역사
2016년 대한민국 제20대 국회의원 선거를 앞두고 신설되었다. 신설 당시 우동, 중동, 좌동과 송정동 일대를 해운대구 갑으로 묶고 나머지 지역은 해운대구 을이 되었다.

## 관할 구역
| 대수      | 관할 구역                                                                                        |
| --------- | ------------------------------------------------------------------------------------------------ |
| 20대~현재 | 해운대구 우제1동, 우제2동, 우제3동, 중제1동, 중제2동, 좌제1동, 좌제2동, 좌제3동, 좌제4동, 송정동 |

## 역대 국회의원
| 선거   | 정당 | 정당       | 의원   |
| ------ | ---- | ---------- | ------ |
| 2016년 |      | 새누리당   | 하태경 |
| 2020년 |      | 미래통합당 | 하태경 |
| 2024년 |      | 국민의힘   | 주진우 |

## 역대 선거 결과

### 대한민국 제20대 국회의원 선거
|  | 51.75% |

|  | 41.00% |

|  | 6.37% |

|  | 0.85% |

### 대한민국 제21대 국회의원 선거
|  | 59.47% |

|  | 37.38% |

|  | 1.59% |

|  | 1.13% |

|  | 0.40% |

### 대한민국 제22대 국회의원 선거
|  | 53.70% |

|  | 44.61% |

|  | 1.68% |